# Bezirk Soná
Soná ist ein Bezirk (distrito) der Provinz Veraguas in Panama. Die Einwohnerzahl betrug laut Volkszählung 2023 28.244.

## Gliederung
Der Bezirk Soná ist administrativ in folgende Corregimientos unterteilt:
- Soná
- Bahía Honda
- Calidonia
- Cativé
- El Marañón
- Guarumal
- La Soledad
- Quebrada de Oro
- Río Grande
- Rodeo Viejo
- Hicaco
- La Trinchera[4]

## Geschichte
Die Geschichte von Soná reicht zurück bis zur spanischen Kolonisierung, als 1571 im Süden des Bezirks eine Stadt gegründet wurde, die nach den Philippinen benannt wurde. Nach 1815 war es Teil des Bezirks La Mesa. Es wurde 1855 als Bezirk gegründet. Sein erster Bürgermeister, ein gebürtiger La Mesa, war Antonio Escudero. Casimiro del Bal, José Mariano Calviño und Manuel José Ortiz gelten trotz fehlender sachlicher Beweise als Gründer von Soná. Von Anfang an war die landwirtschaftliche Ausbeutung die Hauptwirtschaftsaktivität, was ihr den Spitznamen „Die Kornkammer von Panama“ einbrachte.